# اثربخشی واکسن

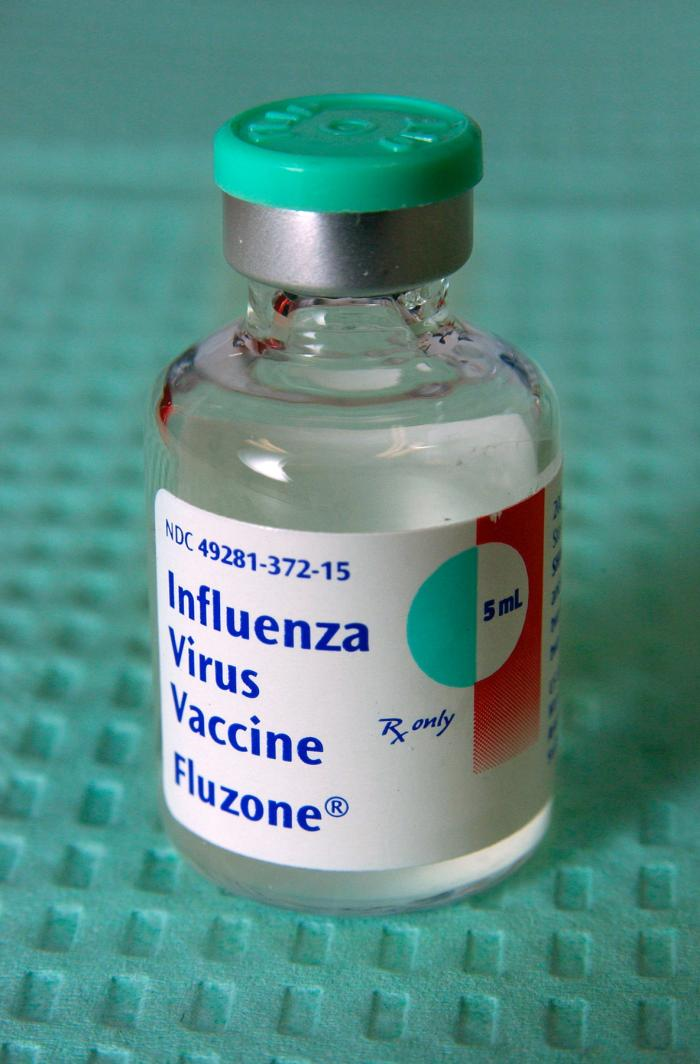
واکسن آنفولانزا

اثربخشی واکسن (به انگلیسی: Vaccine efficacy) عبارت است از میزان کاهش ابتلا به یک بیماری عفونی در گروه واکسینه شده در مقایسه با گروه واکسینه نشده در مطلوب‌ترین شرایط. این عدد به‌صورت درصد گزارش می‌شود٤. اثربخشی واکسن توسط Greenwood و Yule در سال ۱۹۱۵ برای واکسن وبا و واکسن تیفوئید طراحی و محاسبه شد. این عدد بهتر است با استفاده از کارآزمایی‌های بالینی تصادفی و کنترل شده اندازه‌گیری شود. مطالعات اثربخشی واکسن برای اندازه‌گیری چندین پیامد احتمالی مانند قدرت عامل بیماری‌زا، نیاز با عدم نیاز به بستری شدن در بیمارستان، ویزیت‌های پزشکی و هزینه‌ها مورد استفاده قرار می‌گیرد.